# Robert Bellah
Robert Neelly Bellah (Altus (Oklahoma), 23 febbraio 1923 – Oakland, 30 luglio 2013) è stato un sociologo statunitense.

## Biografia
Bellah ha conseguito una laurea in antropologia sociale presso l'Università di Harvard nel 1950, in un programma di sociologia congiunta e lingue orientali, con Talcott Parsons e John Pelzel come suoi consulenti. Bellah incontrò per la prima volta i lavori di Parsons come studente universitario grazie al suo relatore David Aberle, un ex studente di Parsons. Egli era particolarmente interessato al concetto di evoluzione religiosa di Bellah e al concetto di "Religione civile". Rimasero amici intellettuali fino alla morte di Parsons nel 1979. 
Bellah conseguì il dottorato nel 1955. La sua tesi di dottorato era intitolata Tokugawa Religion ed era un'estensione della tesi etica protestante di Weber in Giappone. Fu pubblicato nel 1957.
Durante gli studi universitari ad Harvard, è stato membro del Partito Comunista USA negli anni 1947-1949 e presidente del John Reed Club, "un'organizzazione studentesca riconosciuta interessata allo studio del marxismo".

## Carriera accademica
L'opus magnum di Bellah, Religion in Human Evolution (2011), traccia le origini biologiche e culturali della religione e l'interazione tra i due. Il filosofo Jürgen Habermas scrisse del lavoro: "Questo grande libro è la raccolta intellettuale della ricca vita accademica di un teorico sociale di primo piano che ha assimilato una vasta gamma di letteratura biologica, antropologica e storica alla ricerca di un progetto mozzafiato... in questo campo non conosco uno studio altrettanto ambizioso e completo". 
Bellah è più noto per il suo libro Habits of the Heart, del 1985, che discute di come la religione contribuisca e sminuisca il bene comune degli Stati Uniti, e per i suoi studi su questioni religiose e morali e sulla loro connessione con la società. Forse era più conosciuto per il suo lavoro legato alla religione civile americana, un termine da lui coniato in un articolo del 1967 che da allora ha attirato l'attenzione diffusa tra gli studiosi.
Ha lavorato in varie posizioni ad Harvard dal 1955 al 1967, quando ha assunto la posizione di Professore di Sociologia presso l'Università della California - Berkeley. Ha trascorso il resto della sua carriera a Berkeley. Le sue opinioni politiche sono spesso classificate come comunitarie.

## Vita privata
Bellah ha frequentato la Los Angeles High School , dove lui e la sua futura moglie, Melanie Hyman, erano redattori del giornale studentesco. Si sposarono nel 1948 dopo essersi laureati. La moglie di Bellah è morta nel 2010.
Parlava correntemente giapponese, cinese, francese e tedesco, ed era studente di arabo.
Il 30 luglio 2013 è morto in un ospedale di Oakland, in California, per complicazioni dopo un intervento chirurgico al cuore .